# انریکه مارگال
انریکه مارگال (اسپانیایی: Enrique Margall‎; ۲۸ اوت ۱۹۴۴ – ۲۴ اکتبر ۱۹۸۶) بازیکن بسکتبال اهل اسپانیا بود.
از باشگاه‌هایی که در آن بازی کرده‌است می‌توان به باشگاه بسکتبال یوونتوت بادالونا اشاره کرد.